# 深名線 (ジェイ・アール北海道バス)

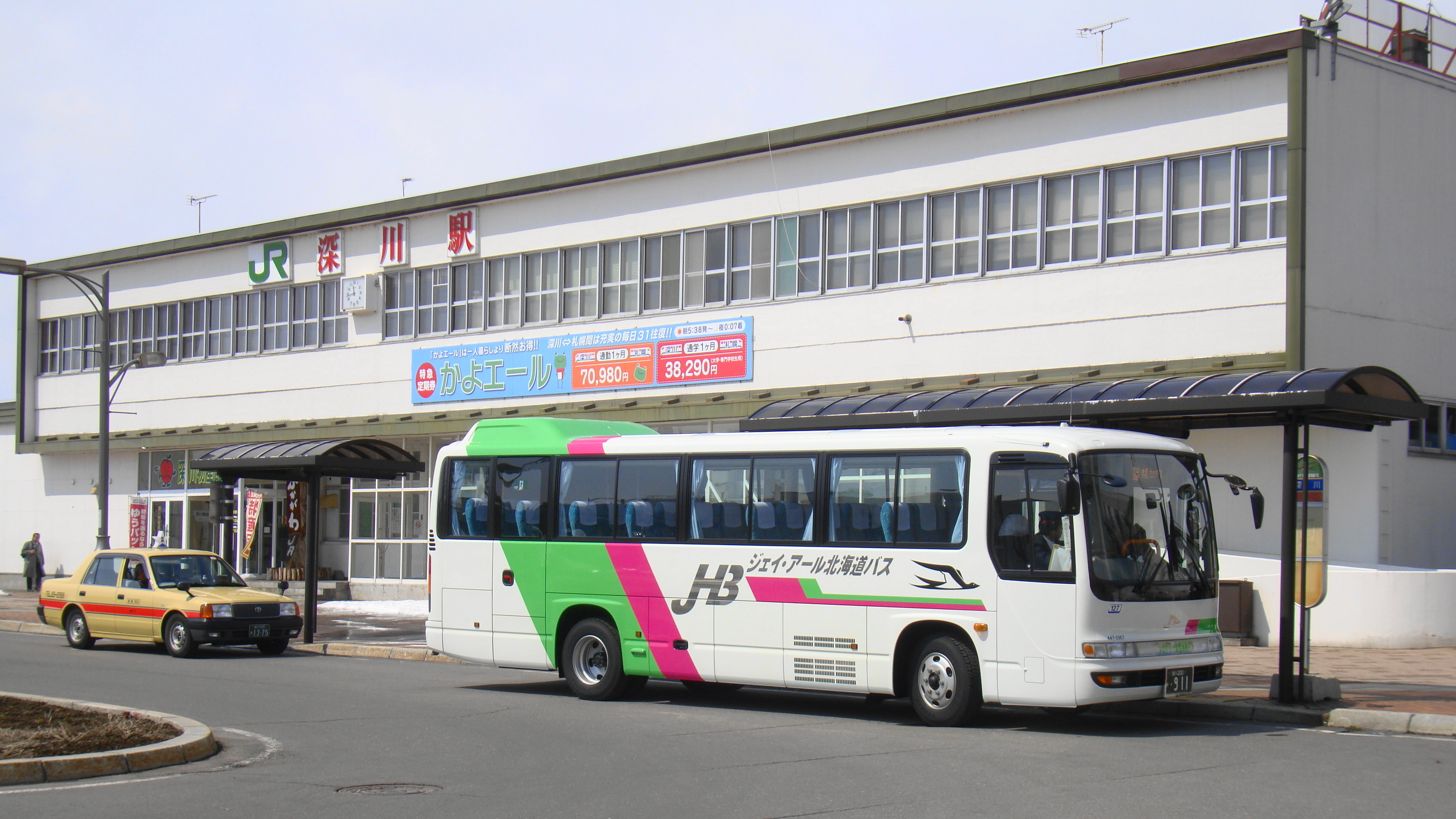
深川駅で出発を待つ幌加内行

深名線（しんめいせん）は、ジェイ・アール北海道バスが運行している路線バスである。

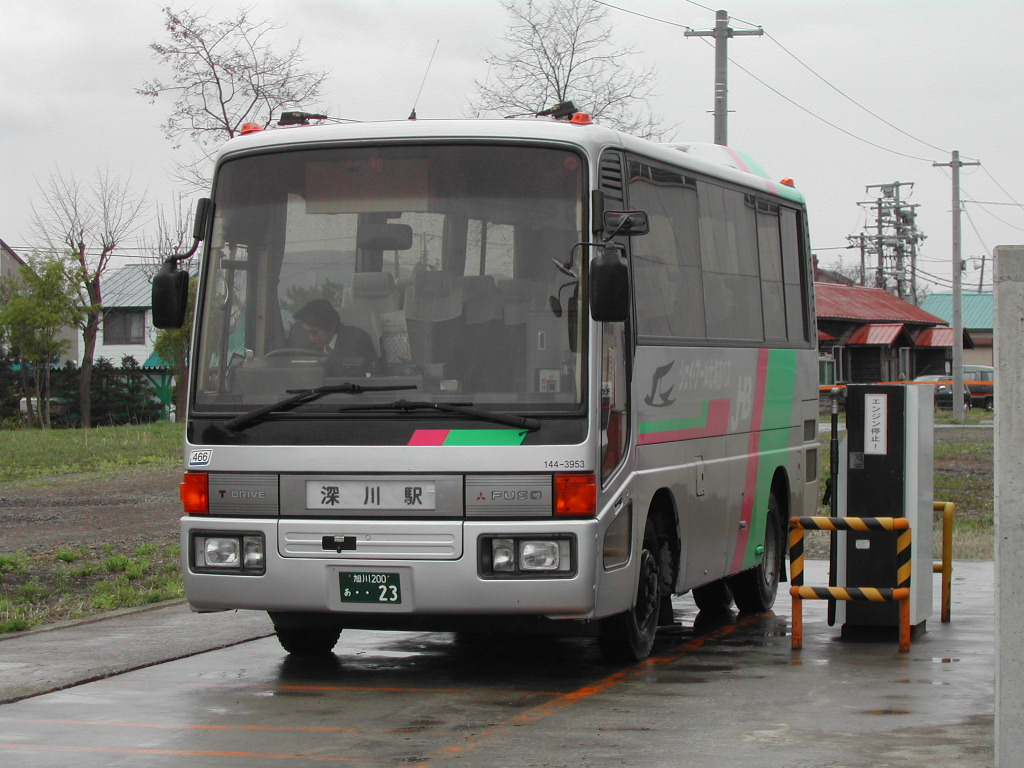
深川営業所内にて　144-3953

1995年、鉄道路線の深名線廃止にあたって運行を開始した鉄道転換路線である。当初は北海道旅客鉄道（JR北海道）の直営路線であったが、2000年4月の分社化によってジェイ・アール北海道バスによる運行となったのち、2002年からは実際の運行および管理業務を道北バスに委託している。

## 歴史

### 運行開始までの経緯
日本国有鉄道（国鉄）が運営する鉄道路線の深名線は、利用客が少なく、豪雪地帯であるが故に除雪費用が嵩んでいた。国鉄は経営悪化により赤字路線の廃止など合理化を推し進め、深名線は1968年（昭和43年）に廃止勧告を受けた経緯がある（赤字83線）。1980年（昭和55年）に制定された日本国有鉄道経営再建促進特別措置法では、深名線は第2次廃止対象路線相当であったが、国鉄が並行道路でバスによる試走などを行った結果、「代替道路が未整備である」として除外、存続となった。
鉄道に並行する道路は1992年（平成4年）までに整備が完了し、北海道旅客鉄道（JR北海道）は同年12月に「代替道路は整備された」と判断。1994年（平成6年）12月10日に深名線を廃止しバスに転換する意向である旨を発表した。この時点では深名線の窮状、バス転換した場合もバスの運行はJR北海道が行うことを示したのみで、廃止日などの具体的な説明はなく、深川市・幌加内町・風連町・名寄市の沿線首長も今日は説明を聞くだけといったスタンスであったが、同年12月28日に4市町で構成する「JR深名線問題対策協議会」を設け、今後の対応にあたることとした。
1995年（平成7年）1月7日、JR北海道はバス転換に際して運行ダイヤは鉄道の運行時間・本数を基本とするなど具体的な内容を示した。これを受けた協議会ではこの内容を受け入れず、鉄道を廃止するのだからそれに見合ったサービス向上をと、仮にバス転換となった場合は鉄道より便利にするよう要望した。
以降は事務レベルのやり取りが繰り返され、同年5月8日にJR北海道から、
- 運行ダイヤは当初予定の2倍とし、快速便を大幅に増やす[6]。
- 車両はリクライニング座席、冷暖房完備、乗降口昇降機能、無線機、後方監視カメラなどを設けたものとする。トイレは冬期に汚物凍結するため設置しないが、主要停留所でトイレ利用希望者に配慮した停車時間を措置する[6]。
- 料金は鉄道運賃と同じではなく、一部区間で運行している北空知バス（現・空知中央バス）と同水準とする。定期乗車券は鉄道とバスの差額を一定期間補填する[7]。
- 運行条件の一方的な改変は行わず、沿線自治体と必ず協議する[8]。

などといった最終案が示された。これを受けた沿線首長はJR北海道も歩み寄りを見せたとして、苦渋の選択ではあるが5月15日までにバス転換受け入れを表明。5月16日に開催されたJR深名線問題対策協議会でJR北海道社長に同意書が手渡された。JR北海道は5月26日に深名線の9月4日付での廃止を申請し、6月16日に申請通り許可された。

### 運行開始後
1995年（平成7年）9月4日、雨模様の中で出発式が挙行された。ほとんどの区間において、路線バスが走るのは初めての区間であった。
運行開始時の便数は以下の通りである。鉄道の2倍の本数が設定されたほか、同じ町内でありながら鉄道での日帰りの往復が不可能であった母子里から幌加内への日帰りが可能なダイヤとなった。
- 深川 - 幌加内：10往復（下幌加内経由・沼牛小学校経由が5往復ずつ。うち快速は幌加内行5本、深川行7本。）
- 上多度志→深川：1本
- 幌加内 - 名寄：6往復
- 幌加内 - 朱鞠内：2往復

深名線バスは鉄道時代よりも運行本数や停留所を増やして沿線住民の利便性を確保し、バス輸送になって赤字額は大幅に圧縮されたものの、収益が好転することはなかった。また、鉄道時代の1994年（平成6年）度の1日平均利用者329人に対し、バス通年運行初年度となる1996年（平成8年）度は302人、2018年(平成30年)度は67人まで減少している これは、沿線地域の過疎化が進行したことに加え、少子化の進行により通学利用者が減少したことが要因とみられた。幌加内町では町民の定期乗車券・回数乗車券購入者に助成を行い乗客数向上に努めるなど、鉄道から転換されたバスもまた乗客数の維持が課題となった。
1998年4月には細分化されていた系統の統合を行ったが、2000年度の利用者は1日250人程度しかおらず、営業赤字は年間2億円を超える状況となったことから、沿線3市町の同意を得た上で、2002年2月に初の減便を実施した。さらに、同年12月より深名線ならびに運行を担当していた深川営業所を管理委託することによって経費の削減をはかっている。当初は北空知バスとの交渉をしたがまとまらず、道北バスを委託先とすることで2002年12月から管理委託が開始された。道北バス委託後の収支は収入1500万円に対し、経費が1億2300万円となっている(2018年現在)
2003年度の年間輸送人員は7万8千人程度で、1日平均にすると194人となり、これは有識者に「あまり乗車率のよくないコミュニティバス程度」と評される輸送人員であった。しかし、深名線バスの路線長は140kmもあるほか、利用者の大半が比較的長距離を乗車しているため、代替交通が考えにくい状況であるとされる。

### 沿革

#### JR北海道
- 1992年
  - 道道名寄遠別線、名母トンネルが開通。
- 1995年
  - 5月17日 - 「JR深名線問題対策協議会」にて鉄道の廃止とバス転換が合意される。
  - 8月21日 - 北海道旅客鉄道自動車事業部・深川自動車営業所を開設[19]。
  - 9月3日 - JR深名線運行最終日[20]。
  - 9月4日 - JR北海道バス深名線新設[21]。
- 1996年
  - 4月28日 - 三股-湖畔系統を新設。
- 1998年
  - 4月1日 - ダイヤ改正。幌加内地区の路線変更。
    - 「幌加内」停留所を幌加内交流プラザ構内に移設するとともに、旧「幌加内」停留所を「JR車庫前」に改称。
    - 下幌加内経由系統と沼牛小学校経由系統を統合。
    - 「石橋」停留所を「中多度志」に改称。

#### ジェイ・アール北海道バス
- 1999年
  - 11月1日 - ジェイ・アール北海道バスが設立される。
- 2000年
  - 4月1日 - ジェイ・アール北海道バスが営業開始。北海道旅客鉄道自動車事業部・深川自動車営業所をジェイ・アール北海道バス深川営業所に改組。
  - 7月1日 - 深川営業所-母子里間にて荷物営業開始。
- 2001年
  - 4月25日 - 道道多度志一已線多度志トンネル開通に伴い経路変更。
    - 円山-上多度志間を新設。
    - 曙経由系統、旧多度志経由系統を廃止。

  - 6月1日 - 多度志、政和、北母子里、西名寄の無線中継局廃止。
  - 12月1日 -  深川駅-深川営業所前間を新設。
    - 深川駅 - 深川東商業高校前 - 深川西高校前 - 深川営業所前（4.7km）。
    - 12月1日-3月31日の登校日のみ運行。運賃は100円。
- 2002年
  - 2月1日 - 運行本数を削減。
    - 深川駅-幌加内間が10往復から7往復に、幌加内-朱鞠内間が8往復から5.5往復に、朱鞠内-名寄駅間が6往復から4往復に減便される。

  - 6月1日 - 幌加内地区の経路変更に伴い「JR車庫前」停留所を廃止。
  - 7月 - 朱鞠内コミュニティ公園完成、バス待合所を整備。
  - 12月1日 - 運行管理を道北バスに委託[1]。「深川市役所通」停留所と「多度志神社前」停留所をそれぞれ新設。
- 2003年
  - 4月1日 - 丸山公園経由を新設。
  - 12月1日 - 「大師」停留所を新設。
- 2004年
  - 4月1日 - 「一已7丁目」停留所を新設。
  - 12月1日 - 深川営業所前-幌加内間にて荷物営業を再開。
- 2010年
  - 12月13日 - ダイヤ改正、幌加内トンネル開通に伴い、鷹泊自然公園入口-幌加内峠下で経路変更。
- 2020年
  - 11月1日- ダイヤ改正、多度志→深川系統廃止、今年度より夏期ダイヤ→冬期ダイヤの切り替えを12月1日から11月1日に変更

- 2024年
  - 1月1日-本年より元日は全便運休となる
  - 4月1日-ダイヤ改正、幌加内-朱鞠内系統廃止、幌加内→深川と幌加内-名寄間の最終便繰り上げ。

- 2025年
  - ４月1日-経路変更　深川市役所敷地内に深川市役所前停留所新設。道道旭川深川線上の深川市役所通停留所廃止。

## 路線

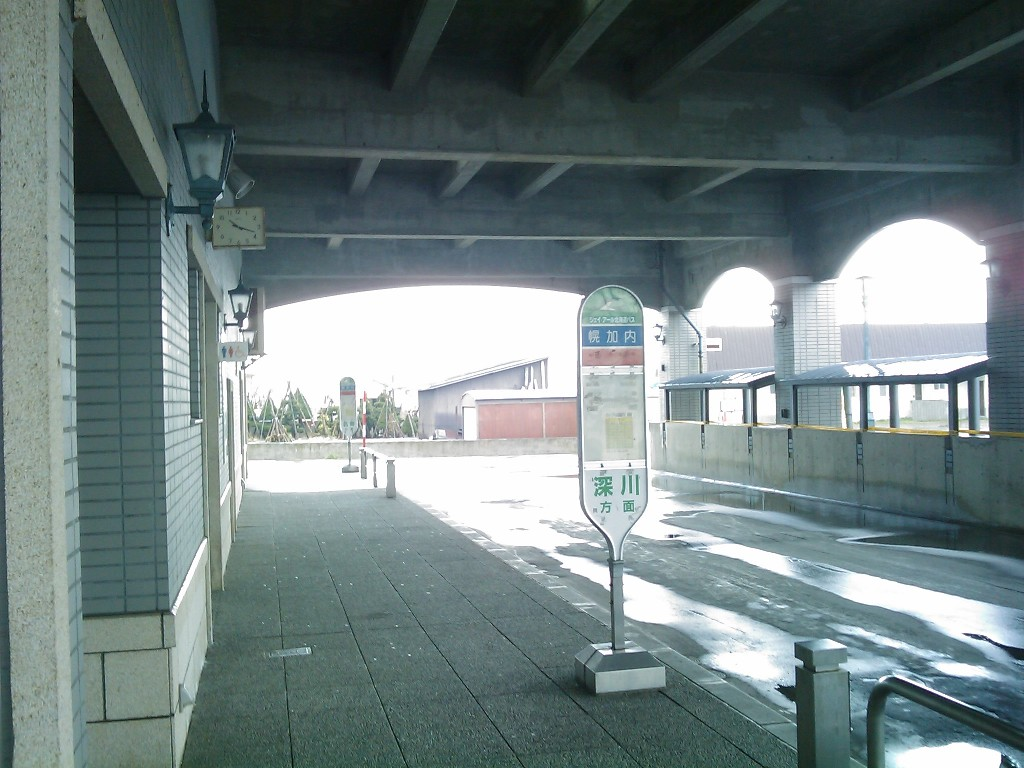
幌加内停留所（2010年11月撮影）

全便が幌加内で系統分割している。深川 - 幌加内は7往復、幌加内-名寄は平日4往復・土日祝日は3往復。

### 運行系統
特記を除き2024年4月1日現在。詳細な停留所は公式サイトの時刻表を参照。
快速便
- 深川 - （無停車）- 多度志 - 鷹泊 - 下幌加内-沼牛小学校-幌加内

普通便
- 深川 - 五番通 - 上多度志 - 多度志 - 鷹泊 - 下幌加内-沼牛小学校-幌加内
- 深川 - 丸山公園前 - 上多度志 - 多度志 - 鷹泊 -下幌加内-沼牛小学校-幌加内
- 幌加内 - 政和 - 朱鞠内 - 三股 - 母子里 - 天塩弥生-市立病院前-名寄
  - 夏期（6月 - 8月）の一部の便は三股から湖畔に乗り入れる。

冬期スクールバス
- 深川駅 - 東高校 - 西高校 - 深川営業所[22]
  - 冬期（11月 - 3月）のみ運行

### 所要時間
- 深川 - 幌加内 … 快速便:約1時間10分、普通便:約1時間17分
- 幌加内-朱鞠内 … 約50分
- 朱鞠内-名寄 … 約1時間10分

※冬季のダイヤでは上記3区間とも所要時間が5分程度長めに設定される。

### 乗車券
JR北海道との連絡運輸指定、普通乗車券発売は2014年（平成26年）4月1日廃止。JR鉄道会社が発行し深名線を利用可能範囲に含む特別企画乗車券は、通年発売のものでは北海道フリーパスのみ利用可能。訪日外国人向けではジャパン・レール・パス、北海道レールパスのみ利用可能。
乗車券類はジェイ・アール北海道バス（またはJR北海道）発行のもののみ有効。競合する空知中央バスや委託先の道北バス発行のものは使用できない。乗車カード、交通系ICカードは深名線では導入されないため、他地区では発売終了した紙の回数乗車券、定期乗車券を現在も発売している。
セット回数券はバス車内及び深川営業所にて1000円券(1100円利用可能)、3000円券(3300円利用可能)の2種類発売している。札幌地区等では発売終了しているが利用することは可能。
定期券は深川営業所及び道北バス名寄駅前案内所(取次発売)で発売している。スマートフォンアプリ「バスもり!」によるスマホ定期券も購入できる。
幌加内町在住の生徒・学生・高齢者向けに役所で発売されている回数券(1100円分の回数券を助成制度により500円で販売)は深名線専用のため他のジェイ・アール北海道バスの路線では使用できない
幌加内・朱鞠内で同一方向に乗り継ぐ場合運賃は当日に限り通算する。この場合、精算後乗務員より乗継券の発行を受ける。
深名線無料DAY
2022年度より特定日(主に祝日)に実施。幌加内町が主催し2022年のみ地方創生臨時交付金を活用し以降は町単独事業で実施。当該日は幌加内町内の停留所で乗車・下車のどちらかでもすれば運賃が無料になる。政和温泉ルオントとのコラボレーション企画も実施されている。

## 担当営業所

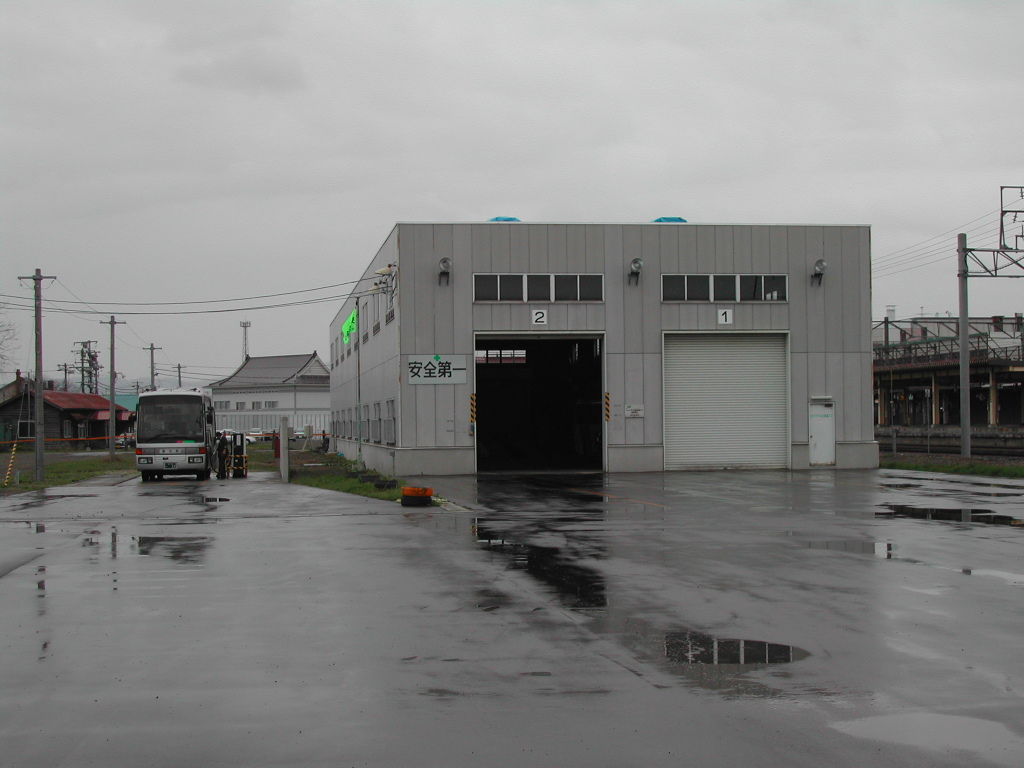
深川営業所

深名線のバス運行にあたり、JR北海道では深川駅構内に深川自動車営業所を新設した。開設当初は所長以下20名（うち運転士16名）という人員配置で、運転士は札幌中央や厚別などの各営業所から選抜した。また、車両についてはJR北海道バスの一般路線では初めてとなる、前扉のみでリクライニングシートを装備した車両が運用されることになった。運行開始当初は45人乗りの大型バス4台と、29人乗りの中型バス3台であった。
その後、減便と同時に車両数は7台から5台に減車された。また、2002年10月からの道北バスへの管理委託に伴い、深川営業所にはジェイ・アール北海道バスの社員はいなくなった。

## 輸送人員
| 年度               | 輸送人員（人） | 特記事項       | 出典   |
| ------------------ | -------------- | -------------- | ------ |
| 1995年（平成7年）  | 65,176         | 9月4日から     | [ 27 ] |
| 1996年（平成8年）  | 110,169        | 通年運行初年度 | [ 27 ] |
| 1997年（平成9年）  | 107,383        |                | [ 27 ] |
| 1998年（平成10年） | 99,932         |                | [ 27 ] |
| 1999年（平成11年） | 93,599         |                | [ 27 ] |
| 2000年（平成12年） | 90,587         |                | [ 27 ] |
| 2001年（平成13年） | 87,237         |                | [ 27 ] |
| 2002年（平成14年） | 72,837         |                | [ 27 ] |
| 2003年（平成15年） | 70,826         |                | [ 27 ] |
| 2004年（平成16年） | 60,895         |                | [ 27 ] |
| 2005年（平成17年） | 58,868         |                | [ 27 ] |
| 2006年（平成18年） | 53,000         |                | [ 28 ] |
| 2007年（平成19年） | 51,000         |                | [ 28 ] |
| 2008年（平成20年） | 46,000         |                | [ 28 ] |
| 2009年（平成21年） | 42,000         |                | [ 28 ] |
| 2010年（平成22年） | 39,000         |                | [ 28 ] |
| 2011年（平成23年） | 39,000         |                | [ 28 ] |
| 2012年（平成24年） | 37,000         |                | [ 28 ] |
| 2013年（平成25年） | 35,000         |                | [ 28 ] |
| 2014年 (平成26年)  | 32,120         |                | [ 29 ] |
| 2015年 (平成27年)  | 30,660         |                | [ 29 ] |
| 2016年 (平成28年)  | 31,755         |                | [ 29 ] |
| 2017年 (平成29年)  | 25,550         |                | [ 29 ] |
| 2018年 (平成30年)  | 24,455         |                | [ 29 ] |
| 2019年 (令和1年)   | 19,345         |                | [ 29 ] |
| 2020年 (令和2年)   | 16,425         |                | [ 29 ] |
| 2021年 (令和3年)   | 13,505         |                | [ 29 ] |
| 2022年 (令和4年)   | 14,600         |                | [ 29 ] |